# 松ヶ根乱射事件
『松ヶ根乱射事件』（まつがねらんしゃじけん）は、2007年の日本映画。
山下敦弘の監督6作目の作品。1990年代前半の田舎の町を舞台にしている。主なロケ地は長野県富士見町。
実在の事件とは無関係のフィクション作品である。しばしば性描写が入るため、PG-12指定を受けている。
文化庁から支援を受けた。

## ストーリー
1990年代のとある寒冷地に双子の兄弟がいる。兄・光は半端者で、上京したがすぐ戻ってきて、実家の牧場を怠けつつ手伝っている。弟・光太郎は警察官として立派にやっている。
ひき逃げ事件があって光太郎が取り調べに行くと、被害者の女・みゆきは検死中に生き返る。みゆきは西岡という男と会い、氷の張った湖へ行って氷に穴をあけようとするがうまくいかなかった。その後、みゆきが巻き込まれた事故の犯人が光だと判明する。彼は西岡から脅される形で氷の穴あけを手伝う羽目になり、金の延べ棒と生首が見つかる。このことは光太郎の知るところとなり、光を警察に連れて行こうとするが、失敗する。
そして、光太郎の家に平穏が戻ったと思われた矢先、銃声が響いた。

## キャスト
鈴木光太郎
演 - 新井浩文
主人公。松ヶ根駐在所に勤務する警察官。名前以外に周りから“こうちゃん”と呼ばれている。駐在所では、天井裏に棲んでいるねずみを捕まえようとネズミ捕りを仕掛けているがなかなか捕まえられないことに苛立っている。恋人との結婚も考えるようになり順風満帆な生活に見えたが、徐々に周りで問題が起き始める。
鈴木光（すずきひかり）
演 - 山中崇
光太郎の双子の兄。一度上京するも1ヶ月で戻り、実家の牧場を手伝っている。ある日、ひき逃げをし、被害者に脅される。光太郎とは仲は良いがあまり似ていないことを自覚しており、内心しっかり者の弟に劣等感を感じている。
鈴木みさ子
演 - キムラ緑子
光太郎の母。義父のトイレ介助などをしたり、豊道がここしばらく家に帰らない生活に少々疲れが出ている。
鈴木豊道
演 - 三浦友和
光太郎の父。周りから“とよちゃん”と呼ばれている。ここしばらく自宅には帰っておらず国吉家で過ごしている。女にだらしない性格で、夫としても父親としても頼りにされていない。
富樫陽子
演 - 西尾まり
光太郎の姉。実家の牧場を継ぎ、夫とともに経営しながら幼稚園児ぐらいの娘を育てている。基本的に現実主義で普段から素っ気ない態度をしており、口が悪くズバズバ思ったことを口にする。
富樫圭一
演 - 中村義洋
陽子の夫。お喋り好きな性格で明るいが、その時々によって意見が変わりやすい。
鈴木豊男
演 - 榎木兵衛
光太郎の祖父。やや認知症気味で一人で歩けるが、冷蔵庫にガムテープを入れるなどの行動を取っており、みさ子に世話を焼かせる。作中で光が使用し始める家屋は元々自身が使っていたもの。
池内みゆき
演 - 川越美和
ひき逃げされた女。面倒くさがり屋な性格でやや情緒不安定気味でイライラしていることが多い。
西岡佑二
演 - 木村祐一
ひき逃げされた女の男。みゆきをひき逃げした光にたかり、彼を脅して鈴木家の空き家で彼女と共に寝起きし始める。
国吉泉
演 - 烏丸せつこ
豊道の愛人。「クニヨシ理容店」を経営。裏で店の2階にいる春子にエッチなことをさせて男たちから金を取っている。
国吉春子
演 - 安藤玉恵
泉の娘。頼まれると断れないタイプで、高齢男性に頼まれて股間を見せるなどしている。恋人はいないが誰かの子を妊娠している。
荻野セツ子
演 - 鈴木智香子
光太郎の恋人。光太郎と愛を育み時々会っている。父子家庭で育ち、結婚を前に父と兄と共に鈴木家に挨拶に訪れる。
坂部進
演 - 宇田鉄平
酒屋で働く青年。愛称は「べーやん」。光太郎と同級生。ある日、光から「これを身につければモテる」と言われて胡散臭い物を数万円で買ってしまう。
立原勇三
演 - 康すおん
光太郎と同じ駐在所勤務の先輩警察官。冒頭で事故に遭ったみゆきの遺体(死んでいなかったが、当初そう思われた)の検死に光太郎と共に立ち会う。毎日駐在所の前を小学生が通学するため子どもたちに挨拶している。
青山周平
演 - でんでん
圭一と親しくしているおじさん。鈴木家の事務所に来て昼休憩中の圭一と雑談を交わす。
刑事
演 - 光石研
みゆきに事故に遭った時の状況を聞く。みゆきが「はねられたけどよく覚えてないし、大した怪我もなかったからもういい」と言われて、調書に非協力的な態度を取られる。

## スタッフ
- 監督・脚本：山下敦弘
- 脚本：向井康介、佐藤久美子、山下敦弘
- 音楽：パスカルズ
- 撮影：蔦井孝洋
- 美術：愛甲悦子
- 編集：宮島竜治
- 共同編集：菊井貴繁
- 録音：小川武
- 助監督：石川久
- 照明：疋田ヨシタケ
- 音響効果：中村佳央
- 特殊メイク：宗理起也
- 技斗：中瀬博文
- 太極拳指導：揚英美、牛尼喜和子
- MA：にっかつスタジオセンター
- 現像：東映ラボ・テック
- ロケ協力：諏訪フィルムコミッション、松本市ロケ支援係、諏訪郡（原村、富士見町）、諏訪市、茅野市、塩尻市、大町市　ほか
- プロデューサー：渡辺栄二
- アソシエイトプロデューサー：岡本東郎（バップ）
- 企画・製作者：山上徹二郎（シグロ）
- 製作者：大和田廣樹（ブロードバンドタワー）、定井勇二（ビターズ・エンド）、大島満（バップ）

## 本作で流れる曲
主題曲
- 『モレシコ』

作詞／作曲／歌：BOREDOMS(ボアダムズ)
エンドロールで流れる。
挿入曲
- ロード

作詞・作曲・歌：高橋ジョージ
光が行ったレストランの店内で流れる。
- 夏の日の1993

作詞：松本一起／作曲：佐藤健(作曲家)／編曲：十川知司／歌：class
進が運転する車のカーラジオから流れる。
- 恋唄綴り

作詞：荒木とよひさ／作曲・歌：堀内孝雄
泉の理容店でラジオから流れる。